# Ставрула Цолакіду
Ставрула Цолакіду  (грец. Σταυρούλα Τσολακίδου , нар. 24 березня 2000 року) — грецька шахістка, міжнародний майстер (2018).
Її рейтинг станом на січень 2025 року — 2451 (24-те місце у світі). Цолакіду є найсильнішою грецькою шахісткою починаючи з травня 2018 року.

## Кар'єра
Ставрула Цолакіду народилася 24 березня 2000 року в Кавалі, що на півночі Греції.
У 2013 році Ставрула виграла чемпіонат світу серед дівчат до 14 років.
У 2015 році стала чемпіонкою світу серед дівчат до 16 років, а у 2016 році чемпіонкою світу серед дівчат до 18 років.
У квітні 2018 року гречанка отримала звання міжнародний майстер.